# Улица Тхапсаева (Владикавказ)

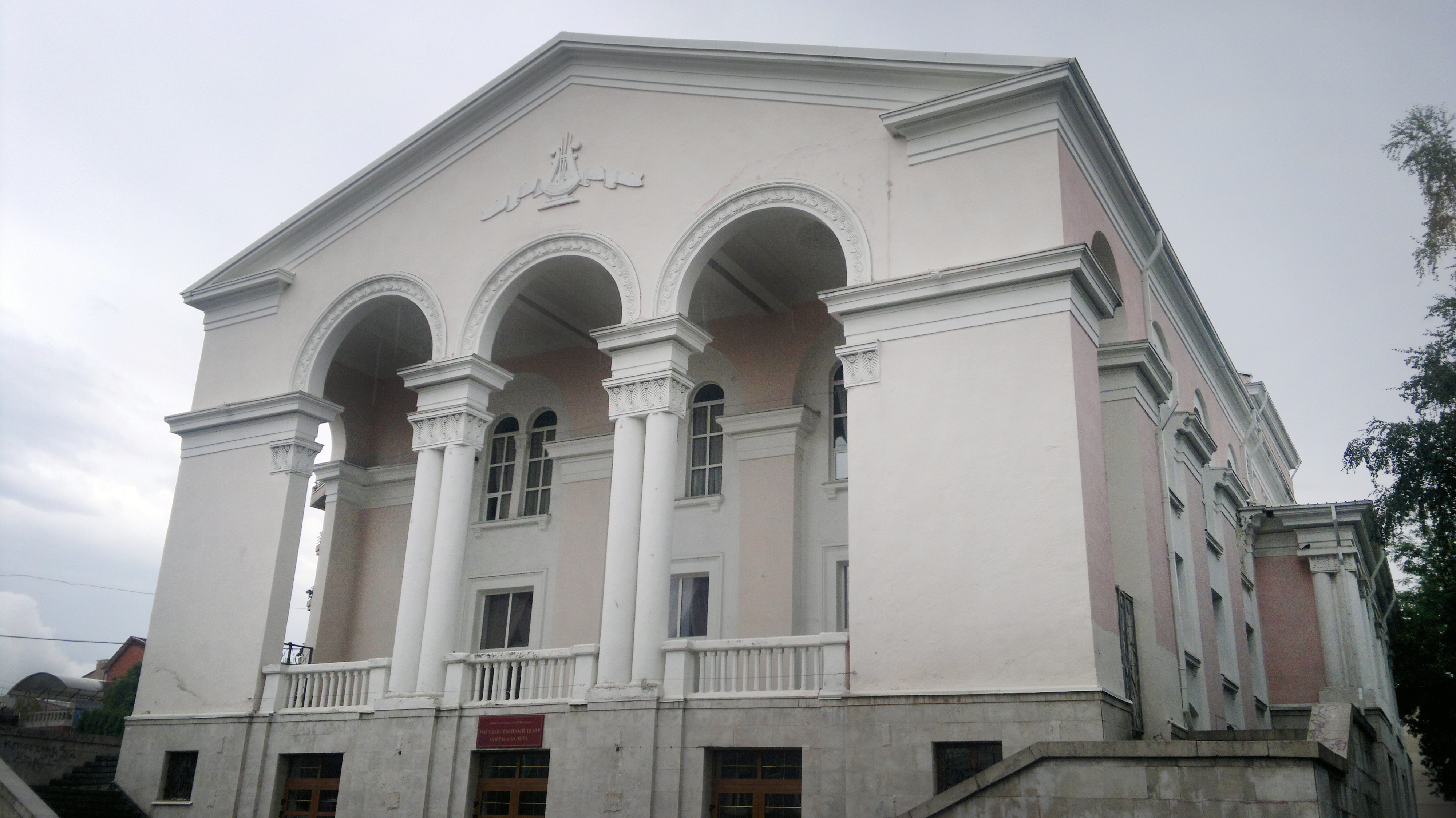
Театр оперы и балета

Улица Тхапса́ева — улица во Владикавказе (Северная Осетия, Россия). Располагается в Иристонском муниципальном округе между улицами Максима Горького и Маяковского. Начало от улицы Максима Горького. От улицы Тхапсаева начинается переулок Станиславского.

## История
Улица названа в память осетинского актёра, народного артиста СССР В. В. Тхапсаева.
Улица образовалась в первой половине XX века. Отмечена на карте города Орджоникидзе 1937 года как Набережная улица.
20 февраля 1987 года решением Исполнительного комитета Орджоникидзевского Городского Совета народных депутатов № 131 Набережная улица была переименована в улицу Тхапсаева.

## Объекты
Объекты культурного наследия
- д. 2 — памятник истории[2]. В доме проживали заслуженный врач РСФСР Ефимия Борисовна Кулаева (1967—1976), участник борьбы за Советскую власть в Северной Осетии Фёдор Григорьевич (Татари Еналдыкоевич) Цаллагов (1967—1983), заслуженный деятель науки СОАССР, врач Урусзан Татарканович Такулов (1967—1980), филолог и литературовед Борис Андреевич Алборов (1967—1968), участник Гражданской и Великой Отечественной войн генерал-майор Леонид Алексеевич Сланов (1967—1968)[3].
- 4 — памятник архитектуры[3].
- д. 16 — памятник истории[4]. Дом, в котором жили учёный-экономист Борис Александрович Цуциев (1963—1977 гг.), писатель Тазрет Урусбиевич Бесаев (1962—1981 гг.), учёный Хасанбек Бахоевич Дзанагов (1962—1975 гг.), учёный Михаил Сосланбекович Тотоев (1962—1979 гг.)[3];
- д. 18 — памятник архитектуры. Северо-Осетинский государственный театр оперы и балета. Построен в 1971 году, архитектор — Т. М. Бутаева[3].
- д. 20 — памятник истории[3]. Дом, в котором жил композитор и скрипичный мастер Александр Александрович Поляниченко, заслуженный тренер СССР по вольной борьбе Асланбек Дзгоев[5].